# Jastrzębia Grań

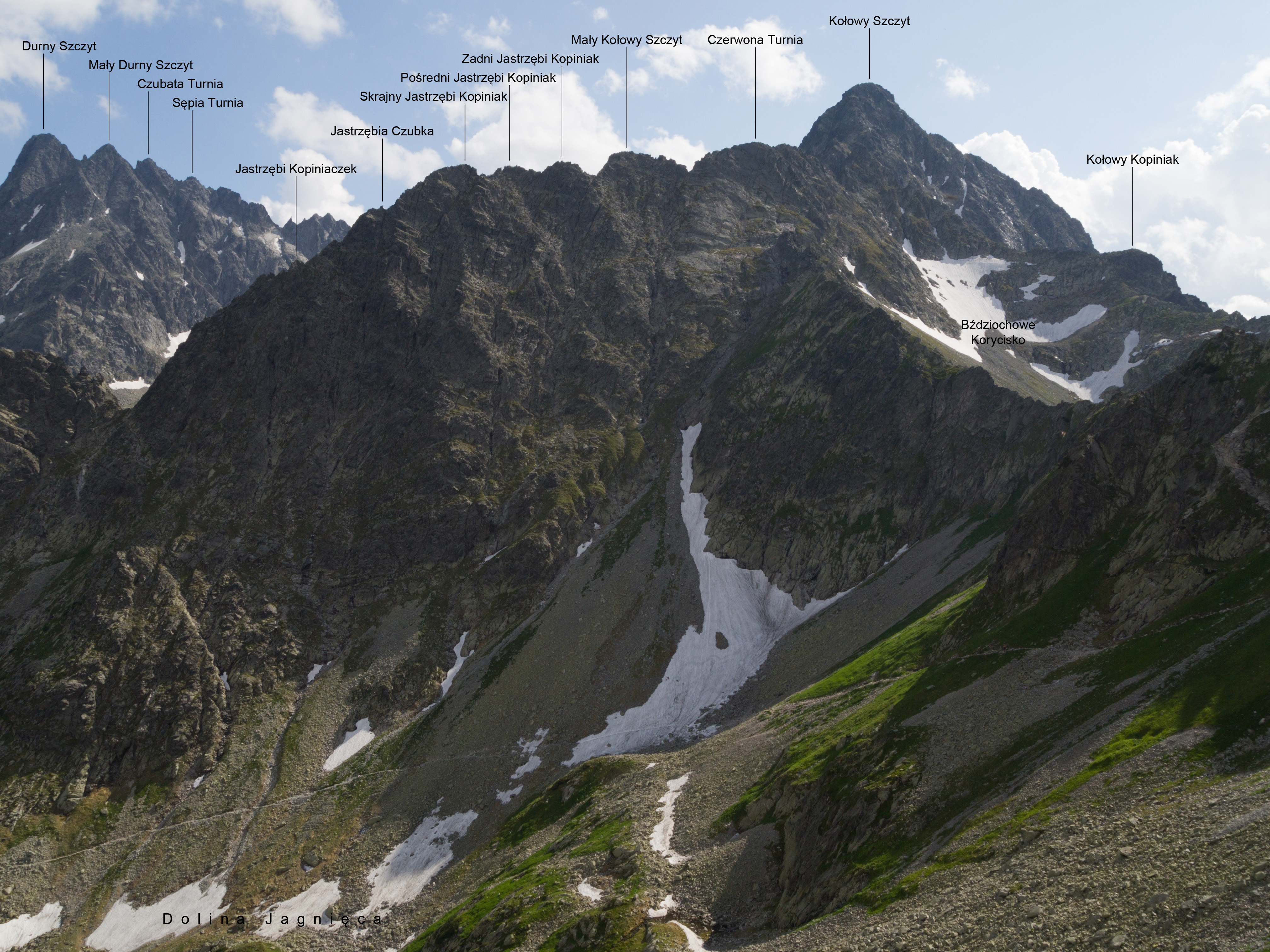
Jastrzębia Grań ponad Doliną Jagnięcą, w tle masywy Durnego i Kołowego Szczytu

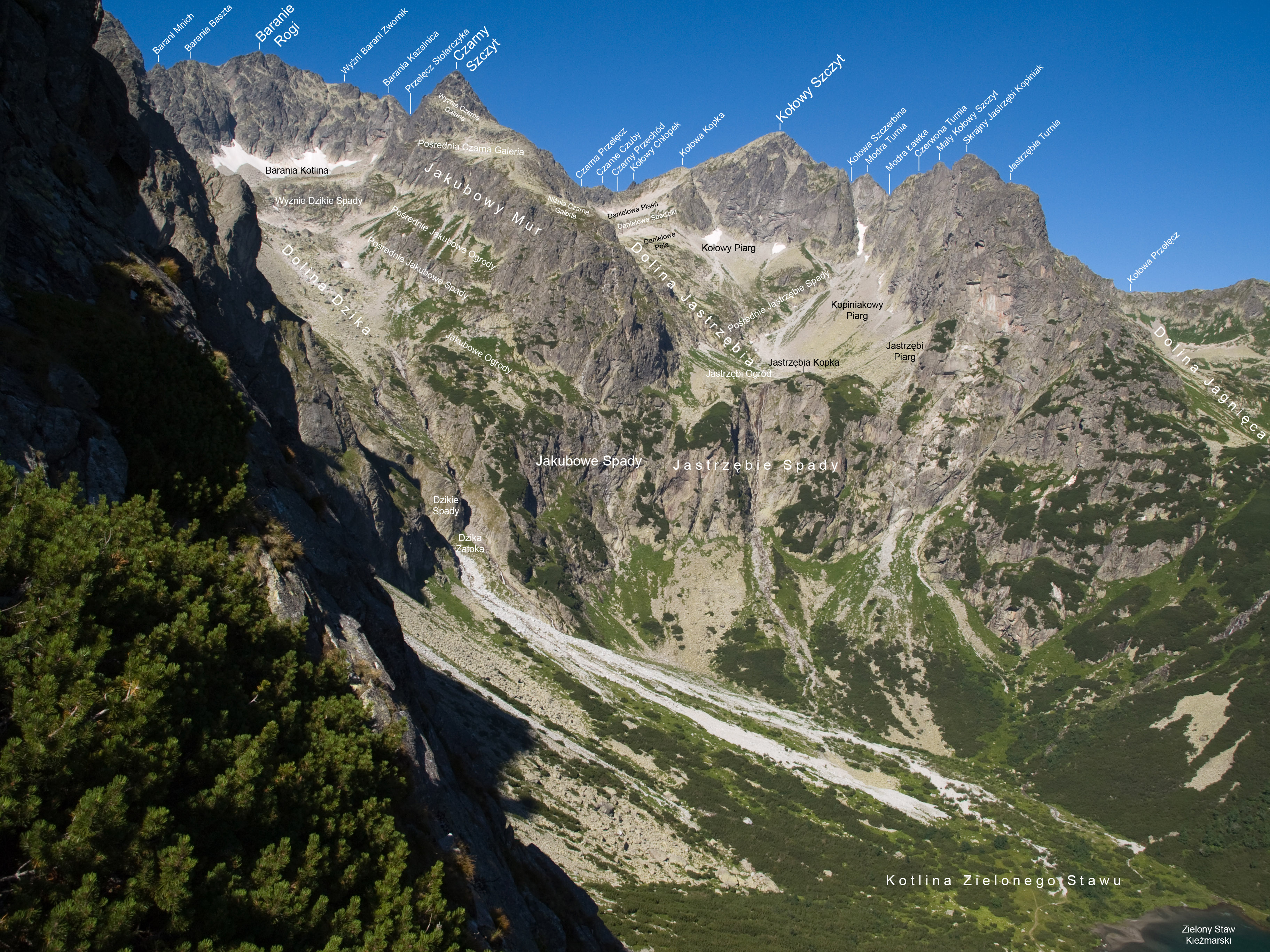
Otoczenie Doliny Dzikiej i Doliny Jastrzębiej, Jastrzębia Grań po prawej stronie

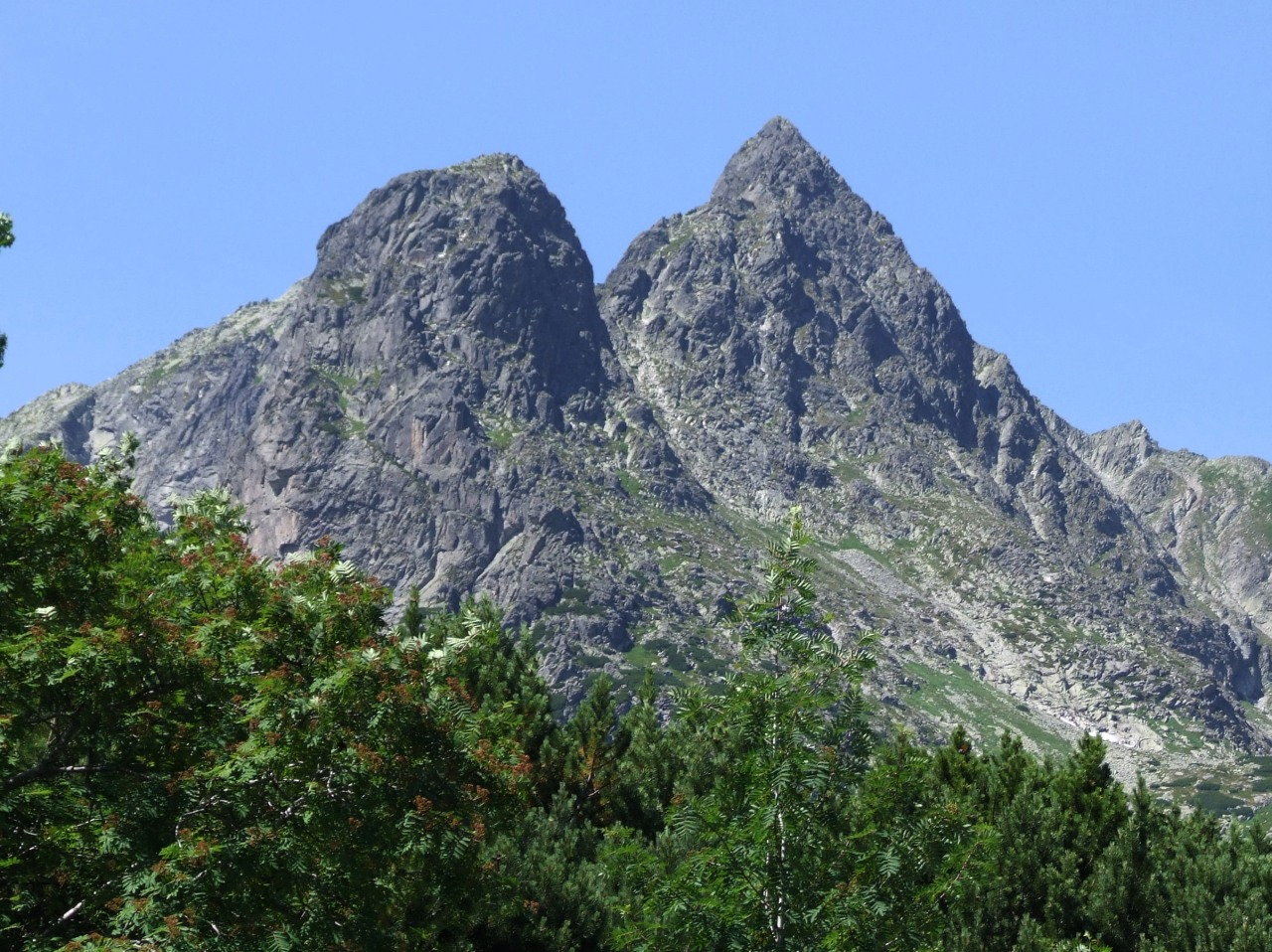
Jastrzębia Turnia i Skrajny Jastrzębi Kopiniak, widok z Doliny Zielonej Kieżmarskiej

Jastrzębia Grań (słow. Karbunkulový hrebeň) – grań tatrzańska rozdzielająca należące do systemu Doliny Kieżmarskiej (Dolina Bielej vody Kežmarskej) Dolinę Jagnięcą (Červená dolina) na północy i Dolinę Jastrzębią (Malá Zmrzlá dolina) na południu. Odchodzi w kierunku wschodnim od Czerwonej Turni (Belasá veža), znajdującej się w głównej grani Tatr pomiędzy Kołowym a Jagnięcym Szczytem.
W grani od Czerwonej Turni znajdują się kolejno (słowackie nazwy według czterojęzycznego słownika, wysokości według atlasu satelitarnego):
- Czerwona Przełączka (Belasé sedlo),
- Mały Kołowy Szczyt (Malý Kolový štít) – najwyższy punkt grani, 2276 m,
- Zadni Jastrzębi Karb (Zadná karbunkulová štrbina),
- Zadni Jastrzębi Kopiniak (Zadný kopiniak), 2255 m[1],
- Pośredni Jastrzębi Karb (Prostredná karbunkulová štrbina),
- Pośredni Jastrzębi Kopiniak (Prostredný kopiniak),
- Skrajny Jastrzębi Karb (Predná karbunkulová štrbina),
- Skrajny Jastrzębi Kopiniak (Predný kopiniak), ok. 2250 m[1],
- Jastrzębi Karbik (Jastrabí zárez),
- Jastrzębia Czubka (Jastrabia kôpka),
- Jastrzębie Wrótka (Jastrabie vrátka),
- Jastrzębi Kopiniaczek (Jastrabí hrb) z trzema wierzchołkami,
- Jastrzębia Przełęcz (Jastrabie sedlo), ok. 2100 m[1],
- Jastrzębia Turnia (Jastrabia veža), 2139 m,
- Wyżnia Jastrzębia Szczerbina (Vyšná jastrabia štrbina),
- Wielki Jastrzębi Ząb (Veľký jastrabí zub),
- Pośrednia Jastrzębia Szczerbina (Prostredná jastrabia štrbina),
- Pośredni Jastrzębi Ząb (Prostredný jastrabí zub),
- Niżnia Jastrzębia Szczerbina (Nižná jastrabia štrbina),
- Mały Jastrzębi Ząb (Malý jastrabí zub).

Stoki północne Jastrzębiej Grani są stosunkowo łagodne, zaś po stronie południowej do Doliny Jastrzębiej opadają potężne urwiska. Stoki te dzielą się na część prawą – południową ścianę Jastrzębiej Turni – oraz lewą, czyli Kopiniakowy Mur (Kopiniakový múr) o wysokości ok. 200 m. W tej ostatniej formacji wyróżnia się liczne poziome i ukośne elementy, którymi są:
- Niżnia Kopiniakowa Drabina (Nižný Kopiniakový rebrík),
- Pośrednia Kopiniakowa Drabina (Prostredný Kopiniakový rebrík),
- Wyżnia Kopiniakowa Drabina (Vyšný Kopiniakový rebrík),
- Urwana Drabina (Odtrhnutý rebrík),
- Kopiniakowa Pościel (Kopiniaková štrbina),
- Kopiniaczkowa Drabina (Kopiniačkový rebrík),
- Kopiniaczkowa Pościel (Kopiniačkova štrbina)[1][3].

Własne nazwy posiadają tu jeszcze następujące formacje skalne: Wyżnia Sieczkowa Drabina (Vyšný Sieczkov rebrík), Niżnia Sieczkowa Drabina (Nižný Sieczkov rebrík), Wyżnia Jastrzębia Drabina (Vyšná galéria Jastrabej veže), Niżnia Jastrzębia Drabina (Nižná galéria Jastrabej veže), Długi Jastrzębi Żleb (Dlhý jastrabí žľab), Pośredni Jastrzębi Żleb (Prostredný jastrabí žľab), Jastrzębie Spady (Jastrabie spády), Mnichowa Bula (Mníchova kopa), Jastrzębia Bula (Jastrabia kopa), Jastrzębia Kopka (Jastrabia kôpka), Komin Diešków (Komín Dieškovcov), Jastrzębi Piarg (Jastrabia sutina), Jastrzębi Ogród (Jastrabia záhrada), Wyżnia Jastrzębia Kazalnica (Vyšná jastrabia kazateľnica), Niżnia Jastrzębia Kazalnica (Nižná jastrabia kazateľnica). Zadni, Pośredni i Skrajny Jastrzębi Kopiniak określane są wspólną nazwą Jastrzębich Kopiniaków.
W Jastrzębiej Grani znajduje się wiele dróg wspinaczkowych o dużej trudności. Przejście samą granią jest nieco trudne (I w skali UIAA).
Pierwsze przejście zimowe całej grani: Vojtech Hudyma, Pavel Krupinský, Alojz Krupicer, Matthias Nitsch, Ján Počúvaj junior, Pavel Spitzkopf i István Zamkovszky 26 kwietnia 1936 r.